# Irlande au Concours Eurovision de la chanson 2012
L'Irlande a participé au Concours Eurovision de la chanson 2012 à Bakou. L'Irlande a choisi sa chanson et son artiste le 24 février 2012, via une sélection nationale intitulé Eurosong 2012, organisée par le diffuseur national irlandais RTÉ. Le duo pop Jedward remporte la compétition, avec leur chanson Waterline et représente donc l'Irlande au Concours Eurovision 2012, faisant d'eux les premiers artistes à représenter le pays deux années de suite. Lors de la finale du concours, la nation termine à la 19e place en marquant 46 points.

## Eurosong 2012
Le 3 novembre 2011, RTÉ lance l'appel aux chansons pour sa sélection nationaleThe Late Late Show Eurosong 2012. Comme en 2011, cinq mentors aident les candidats dans leur but de représenter l'Irlande à Bakou.

### Participation des anciens finalistes
L'ancien finaliste de l'Eurosong, Darren Holden de The High Kings refuse l'approche de l'un des mentors qui lui demandait de participer au concours 2012. Il a été approché en octobre 2011 mais ce mentor a finalement décidé de choisir un autre artiste pour tenter de représenter l'Irlande. La même chose se produit avec Nikki Kavanagh, finaliste de l'Eurosong 2011, qui dit qu'elle préférait mieux être dans une compétition où elle pourrait être sur un pied d'égalité alors que dans le cas de l'Eurosong 2012, Jedward est à son apogée et le public veut encore que le groupe les représente.

## Candidats de l'Eurosong
Les cinq mentors ont choisi chacun un artiste et la chanson qu'ils veulent voir être chantés  par ses artistes.

### Retour de Jedward
Dans une interview avec MTV, Jedward manifeste leur intérêt pour représenter à nouveau l'Irlande à l'Eurovision. En novembre 2011, RTÉ annonce que Jedward participe à l'Eurosong 2012 et que leur mentor est l'ancienne gagnante de l'Eurovision Linda Martin.

### Retour de Donna McCaul
Donna qui avait déjà représenté l'Irlande lors du Concours Eurovision de la chanson 2005 en faisant partie du duo pop Donna and Joe avec leur chanson Love? et qui ne s'était pas qualifiée pour la finale, participe à l'Eurosong 2012.

### Participants
| Mentor        | Connu pour                                     | Artiste                        | Chanson          | Compositeurs                                               |
| ------------- | ---------------------------------------------- | ------------------------------ | ---------------- | ---------------------------------------------------------- |
| Linda Martin  | Gagnante de l'Eurovision 1992                  | Jedward                        | Waterline        | Nick Jarl, Sharon Vaughn                                   |
| Edele Barrett | Ancienne membre de B*Witched                   | Celtic Whisper et Maria McCool | Mistaken         | Edele Barrett                                              |
| Greg French   | Membre de The Brilliant Things                 | Andrew Mann                    | Here I Am        | Greg French                                                |
| Julian Benson | Chorégraphe et organisateur de divertissements | Una Gibney et David Shannon    | Language of Love | Éanán Patterson, Julian Benson                             |
| Bill Hughes   | Producteur de télévision indépendant           | Donna McCaul                   | Mercy            | Mårten Eriksson, Peter Månsson, Lina Eriksson, Bill Hughes |

## Présentation des chansons
Le 9 février 2012, les cinq chansons et leur ordre de passage lors de la finale sont dévoilés dans l'émission de radio diffusé l'après-midi de Derek Mooney Mooney sur RTÉ Radio 1.

## The Late Late Show Eurosong 2012
L'émission spéciale du Late Late Show consacré à l'Eurosong est diffusée en direct le vendredi 24 février. Les cinq artistes chantent leurs chansons en direct avec le vote par téléphone et par SMS qui sont ouverts après la prestation des cinq chansons. Le vote est séparé entre le télévote qui compte pour 50 % et le vote du cinq jurés spécialisés localisés à Cork, Limerick, Galway, Sligo et Dublin qui compte également pour 50 %. Jedward remporte le vote du jury et du public et par conséquent, gagne l'Eurosong 2012.

### Résultats
| Numéro | Artiste                        | Chanson          | Paroles / Musique                                          | Jury | Télévote | Total | Place |
| ------ | ------------------------------ | ---------------- | ---------------------------------------------------------- | ---- | -------- | ----- | ----- |
| 1      | Celtic Whisper et Maria McCool | Mistaken         | Edele Barrett                                              | 20   | 30       | 50    | 5     |
| 2      | Donna McCaul                   | Mercy            | Mårten Eriksson, Peter Månsson, Lina Eriksson, Bill Hughes | 44   | 40       | 84    | 3     |
| 3      | Andrew Mann                    | Here I Am        | Greg French                                                | 44   | 50       | 94    | 2     |
| 4      | Una Gibney et David Shannon    | Language of Love | Éanán Patterson, Julian Benson                             | 38   | 20       | 58    | 4     |
| 5      | Jedward                        | Waterline        | Nick Jarl, Sharon Vaughn                                   | 54   | 60       | 114   | 1     |

### Détails des votes
| Chanson          | Points | Points   | Points | Points | Points | Points     | Points | Points   | Points       | Place |
| Chanson          | Jurys  | Jurys    | Jurys  | Jurys  | Jurys  | Jurys      | Jurys  | Télevote | Total points | Place |
| Chanson          | Cork   | Limerick | Galway | Sligo  | Dublin | Total jury |        | Télevote | Total points | Place |
| ---------------- | ------ | -------- | ------ | ------ | ------ | ---------- | ------ | -------- | ------------ | ----- |
| Mistaken         | 4      | 4        | 4      | 4      | 4      | 20         |        | 30       | 50           | 5     |
| Mercy            | 8      | 8        | 12     | 6      | 10     | 44         |        | 40       | 84           | 3     |
| Here I Am        | 10     | 10       | 6      | 12     | 6      | 44         |        | 50       | 94           | 2     |
| Language Of Love | 6      | 6        | 10     | 8      | 8      | 38         |        | 20       | 58           | 4     |
| Waterline        | 12     | 12       | 8      | 10     | 12     | 54         |        | 60       | 114          | 1     |

## À l'Eurovision
Pendant le tirage au sort de la répartition des pays dans les demi-finales qui a lieu le 25 janvier 2012, il est annoncé que l'Irlande participe à la seconde moitié de la première demi-finale du 22 mai. Le 20 mars, le tirage au sort pour l'ordre de passage a lieu pour déterminer dans quel ordre les participants vont chanter. L'Irlande passe en 18e et dernière position de la première demi-finale après avoir eu la chance de choisir sa position en ayant remporté un joker lors du tirage au sort. Après avoir participé à la première demi-finale du 22 mai, Jedward se qualifie pour la finale du samedi 26 mai en prenant une des dix premières places, en l'occurrence la 6e avec 92 points et chante en 23e position lors de la finale, entre la Macédoine et la Serbie, et termine à la 19e place avec 46 points.

### Points accordés à l'Irlande
| 12 points     | 10 points                     | 8 points   | 7 points                       | 6 points     |
| ------------- | ----------------------------- | ---------- | ------------------------------ | ------------ |
| - Saint-Marin | - Islande - Lettonie - Russie | - Autriche | - Belgique - Finlande - Israël | - Hongrie    |
| 5 points      | 4 points                      | 3 points   | 2 points                       | 1 point      |
| - Espagne     | - Azerbaïdjan                 | - Grèce    | - Danemark                     | - Monténégro |

| 12 points                     | 10 points                                  | 8 points  | 7 points | 6 points                    |
| ----------------------------- | ------------------------------------------ | --------- | -------- | --------------------------- |
|                               | - Royaume-Uni                              |           |          |                             |
| 5 points                      | 4 points                                   | 3 points  | 2 points | 1 point                     |
| - Lettonie - Pays-Bas - Suède | - Belgique - Danemark - Finlande - Islande | - Croatie |          | - Azerbaïdjan - Biélorussie |

- Lors de la demi-finale, l'Irlande finit à la 6e place avec 97 points avec le public qui les a classé 4e avec 116 points et les jurys, 10e avec 72 points.
- Lors de la finale, l'Irlande finit à la 19e place avec 46 points avec le public qui les a classé 10e avec 89 points et les jurys, 25e avec 14 points.

### Points accordés par l'Irlande
| 12 points | Roumanie |
| 10 points | Grèce    |
| 8 points  | Russie   |
| 7 points  | Danemark |
| 6 points  | Belgique |
| 5 points  | Chypre   |
| 4 points  | Lettonie |
| 3 points  | Finlande |
| 2 points  | Moldavie |
| 1 point   | Albanie  |

| 12 points | Suède       |
| 10 points | Allemagne   |
| 8 points  | Estonie     |
| 7 points  | Lituanie    |
| 6 points  | Russie      |
| 5 points  | Roumanie    |
| 4 points  | Royaume-Uni |
| 3 points  | Ukraine     |
| 2 points  | Italie      |
| 1 point   | Azerbaïdjan |